# Simulium shangchuanense
Simulium shangchuanense es una especie de insecto del género Simulium, familia Simuliidae, orden Diptera.
Fue descrita científicamente por An & Hao, 1998.